# Болест на Крон
Болестта на Крон е възпалително заболяване на червата. Тя е рядко, тежко и хронично заболяване.
Тя няма окончателно излекуване и след като бъде диагностицирана, изисква лечение и поддържане през целия живот. Описана за пръв път през 1931 г. почти едновременно в САЩ и в Германия.
Болестта е открита от д-р Бърил Крон, който описва заболяването през 1932 г. заедно с колегите си Леон Гинзбург и Гордън Опенхаймер. Болестта на Крон се числи към група заболявания, познати като хронични възпалителни чревни заболявания. Засяга храносмилателния тракт.
Заболяването се различава от улцерозния колит, който също е чревно заболяване. Симптомите са сходни, но частите от храносмилателния тракт, които могат да бъдат засегнати, са различни.